# Skalisty Golec
Skalisty Golec (ros. Скалистый Голец) – szczyt górski w azjatyckiej części Rosji (obwód czytyjski), najwyższy szczyt Gór Kałarskich; wysokość 2467 m n.p.m. (według innych źródeł 2519 m).